# Liste des 100 meilleurs films arabes
La liste des 100 meilleurs films arabes est une liste des meilleurs films du cinéma arabe depuis sa création, basée sur un sondage de critiques de cinéma et d'intellectuels réalisé par le Festival international du film de Dubaï en 2013 lors de la 10e édition du festival et publié dans le cadre de l'ouvrage سينما الشغف (La Passion du cinéma). Au total, 475 experts de l'industrie cinématographique de différents pays ont participé au sondage.

## Liste
| No  | Titre français                            | Titre original (latinisé)                | Titre original (arabe)            | Réalisateur                       | Année | Nationalité                |
| --- | ----------------------------------------- | ---------------------------------------- | --------------------------------- | --------------------------------- | ----- | -------------------------- |
| 1   | La Momie                                  | Al-Mummia                                | المومياء                          | Châdi Abdessalam                  | 1969  | Égypte                     |
| 2   | Gare centrale                             | Bab al hadid                             | باب الحديد                        | Youssef Chahine                   | 1958  | Égypte                     |
| 3   | Chronique des années de braise            | Waqâ'i' sinîn al-jamr                    | وقائع سنين الجمر                  | Mohammed Lakhdar-Hamina           | 1975  | Algérie                    |
| 4   | La Terre                                  | Al-Ard                                   | الأرض                             | Youssef Chahine                   | 1969  | Égypte                     |
| 5   | Les Silences du palais                    | Samt el qusur                            | صمت القصور                        | Moufida Tlatli                    | 1994  | Tunisie                    |
| 6   | Les Rêves de la ville                     | Ahlam almadina                           | أحلام المدينة                     | Mohamed Malas                     | 1984  | Syrie                      |
| 7   | Intervention divine                       | Yadon ilaheyya                           | يد إلهية                          | Elia Suleiman                     | 2002  | Palestine                  |
| 8   | Al-Kit Kat                                | Kit Kat                                  | ألكيت كات                         | Daoud Abdel Sayed                 | 1991  | Égypte                     |
| 9   | West Beyrouth                             | Bayrut El Gharbiyyeh                     | بيروت الغربيه                     | Ziad Doueiri                      | 1998  | Liban                      |
| 10  | Les Dupes                                 | Al-makhdūʿūn                             | المخدوعون                         | Tawfiq Saleh                      | 1972  | Syrie                      |
| 11  | Paradise Now                              | Aljannah alaan                           | الجنّة الآن                        | Hany Abu-Assad                    | 2005  | Palestine                  |
| 12  | Halfaouine, l'enfant des terrasses        | Asfour Stah                              | عصفور السطح                       | Férid Boughedir                   | 1990  | Tunisie                    |
| 13  | L'Homme de cendres                        | Rih essed                                | ريح السد                          | Nouri Bouzid                      | 1986  | Tunisie                    |
| 14  | Ali Zaoua prince de la rue                | Ali Zaoua                                | علي زاوا                          | Nabil Ayouch                      | 2001  | Maroc                      |
| 15  | Alexandrie pourquoi ?                     | Iskanderija… lih?                        | إسكندرية ليه                      | Youssef Chahine                   | 1979  | Égypte                     |
| 16  | Noce en Galilée                           | Urs al-jalil                             | عرس الجليل                        | Michel Khleifi                    | 1987  | Palestine                  |
| 17  | Le Message                                | Al-Rissala                               | الرسالة                           | Moustapha Akkad                   | 1976  | Libye                      |
| 18  | La Sueur des palmiers                     | Arak el balah                            | عرق البلح                         | Redwan al-Kashif                  | 1998  | Égypte                     |
| 19  | La Mer cruelle                            | Bas ya Bahar                             | بس يابحر                          | Khalid Al Siddiq (ar)             | 1972  | Koweït                     |
| 20  | L'Appel du courlis                        | Douâ' al karawân                         | دعاء الكروان                      | Henri Barakat                     | 1958  | Égypte                     |
| 21  | Le Temps qu'il reste                      | Alzmn ʾalbʾqy                            | الزمن الباقي                      | Elia Suleiman                     | 2009  | Palestine                  |
| 22  | La Bague et le Bracelet                   | Al-Tawk wa El-Eswira                     | الطوق والإسورة                    | Khaïri Bechara                    | 1966  | Égypte                     |
| 23  | Entre le ciel et la terre (ar)            | Bayn al sama wa l ard                    | بين السما والأرض                  | Salah Abou Seif                   | 1959  | Égypte                     |
| 24  | Le Lion du désert                         | Asd alṣḥr                                | أسد الصحراء                       | Moustapha Akkad                   | 1981  | Libye                      |
| 25  | Étoiles de jour                           | Nujum Al-Nahar                           | نجوم النهار                       | Ossama Mohammed (ca)              | 1988  | Syrie                      |
| 26  | La Nuit (ca)                              | Al-Lail                                  | الليل                             | Mohamed Malas                     | 1992  | Syrie                      |
| 27  | Le Vent des Aurès                         | Rih el-Aouras                            | ريح الاوراس                       | Mohammed Lakhdar-Hamina           | 1966  | Algérie                    |
| 28  | L'Épouse d'un homme important             | Zawjat rajul muhimm                      | زوجة رجل مهم                      | Mohamed Khan                      | 1987  | Égypte                     |
| 29  | Omar Gatlato                              | Mr qtltwʾ ʾalrǧlẗ                        | عمر قتلتوا الرجلة                 | Merzak Allouache                  | 1976  | Algérie                    |
| 30  | Le Moineau                                | Al Osfour                                | العصفور                           | Youssef Chahine                   | 1972  | Égypte                     |
| 31  | L'Immeuble Yacoubian                      | Imārāt Yaqūbīān                          | عمارة يعقوبيان                    | Marwan Hamed                      | 2006  | Égypte                     |
| 32  | Caramel                                   | Sukkar banat                             | سكر بنات                          | Nadine Labaki                     | 2007  | Liban                      |
| 33  | Le Chauffeur d'autobus                    | Sawak al-utubis                          | سواق الأتوبيس                     | Atef El Tayeb                     | 1982  | Égypte                     |
| 34  | Le Péché                                  | Al Haram                                 | الحرام                            | Henri Barakat                     | 1965  | Égypte                     |
| 35  | Le Facteur (ar)                           | Al Bostagui                              | البوسطجي                          | Hussein Kamal                     | 1968  | Égypte                     |
| 36  | Le Porteur d'eau est mort (ar)            | Al-saqqa mat                             | السقا مات                         | Salah Abou Seif                   | 1977  | Égypte                     |
| 37  | Kafr kasem                                | Kafr kasem                               | كفر قاسم                          | Borhane Alaouié                   | 1974  | Syrie                      |
| 38  | Et maintenant, on va où ?                 | W halla' la wayn                         | وهلّأ لوين؟                        | Nadine Labaki                     | 2011  | Liban                      |
| 39  | Le Retour de l'enfant prodigue            | Awdat al ibn al dall                     | عودة الإبن الضال                  | Youssef Chahine                   | 1976  | Égypte                     |
| 40  | L'Innocent (ar)                           | Alparee                                  | البريء                            | Atef El Tayeb                     | 1986  | Égypte                     |
| 41  | Le Coiffeur du quartier des pauvres       | Hallaq darb al-foauqara                  | حلاق درب الفقراء                  | Mohamed Reggab (ar)               | 1982  | Maroc                      |
| 42  | La Porte du soleil                        | Bab el shams                             | باب الشمس                         | Yousry Nasrallah                  | 2004  | Égypte                     |
| 43  | Le Destin                                 | Al-Massir                                | المصير                            | Youssef Chahine                   | 1997  | Égypte                     |
| 44  | Wadjda                                    | Wadjda                                   | وجدة                              | Haifaa al-Mansour                 | 2012  | Arabie saoudite            |
| 45  | Les Figurants (ar)                        | Al-Kompars                               | العصفور                           | Nabil Al Maleh                    | 1993  | Syrie                      |
| 46  | Déluge au pays du Baas                    | Toufan fi Balad al-Baath                 | طوفان في بلاد                     | Omar Amiralay                     | 2003  | Syrie                      |
| 47  | À Casablanca, les anges ne volent pas     | Al malaika la tuhaliq fi al-dar albayda  | فوق الدارالبيضاء الملائكة لا تحلق | Mohammed Asli (ar)                | 2004  | Maroc                      |
| 48  | La Terre de la peur (ar)                  | Ard al khof                              | أرض الخوف                         | Daoud Abdel Sayed                 | 1999  | Égypte                     |
| 49  | Chronique d'une disparition               | Segell ikhtifa                           | سجل اختفاء                        | Tawfiq Saleh                      | 1996  | Palestine                  |
| 50  | La Graine et le Mulet                     | Alksksy bʾalbwry                         | الكسكسي بالبوري                   | Abdellatif Kechiche               | 2007  | Tunisie                    |
| 51  | La Seconde Épouse (ar)                    | El Zawgah al thaniyah                    | الزوجة الثانية                    | Salah Abou Seif                   | 1967  | Égypte                     |
| 52  | Petites Guerres                           | Horoub Saghira                           | حروب صغيرة                        | Maroun Bagdadi                    | 1982  | Liban                      |
| 53  | J'aime le cinéma (ar)                     | Baḥebb es-sīma                           | بحب السيما                        | Oussama Fawzi (ar)                | 2004  | Égypte                     |
| 54  | Les Sabots en or                          | Safa'ih min dhahab                       | صفايح ذهب                         | Nouri Bouzid                      | 1988  | Tunisie                    |
| 55  | La Vie quotidienne dans un village syrien | Al hayatt al yawmiyah fi quariah suriyah | الحياة اليومية في قرية سورية      | Omar Amiralay                     | 1974  | Syrie                      |
| 56  | Indigènes                                 | Baladiun                                 | بلديون                            | Rachid Bouchareb                  | 2006  | Algérie                    |
| 57  | Le Caire 30 (ar)                          | Al Qahira thalathîn                      | القاهرة 30                        | Salah Abou Seif                   | 1967  | Égypte                     |
| 58  | Mirage (ar)                               | Assarab                                  | السراب                            | Ahmed Bouanani                    | 1979  | Maroc                      |
| 59  | Le Grand Voyage                           | Al Rihlat al kabir                       | الرحلة الكبرى                     | Ismaël Ferroukhi                  | 2004  | Maroc                      |
| 60  | Les Rêves de Hind et Camelia              | Ahlam Hind we Kamilia                    | أحلام هند وكاميليا                | Mohamed Khan                      | 1988  | Égypte                     |
| 61  | Le Collier perdu de la colombe            | Tawk al hamama al mafkoud                | طوق الحمامة المفقود               | Nacer Khémir                      | 1991  | Tunisie                    |
| 62  | Karnak                                    | El Karnak                                | الكرنك                            | Ali Badrakhan (ar)                | 1975  | Égypte                     |
| 63  | Mille mois                                | Alf šhr                                  | ألف شهر                           | Faouzi Bensaïdi                   | 2003  | Maroc                      |
| 64  | La Volonté                                | Al-Azema                                 | العزيمة                           | Kamal Selim (ar)                  | 1939  | Égypte                     |
| 65  | Les Baliseurs du désert                   | El Haimoune                              | الهائمون                          | Nacer Khémir                      | 1984  | Tunisie                    |
| 66  | Casanegra                                 | Casanegra                                | كازانيكرا                         | Nour-Eddine Lakhmari              | 2008  | Maroc                      |
| 67  | Wechma                                    | Wechma                                   | وشمة                              | Hamid Bénani                      | 1970  | Maroc                      |
| 68  | Le Costaud (ar)                           | Al Foutouwwah                            | الفتوة                            | Salah Abou Seif                   | 1957  | Égypte                     |
| 69  | La Mémoire fertile (ar)                   | Al Dhakira al Khasba                     | الذاكرة الخصبة                    | Michel Khleifi                    | 1980  | Palestine                  |
| 70  | Hors la vie                               | Hrǧ alḥyẗ                                | خارج الحياة                       | Maroun Bagdadi                    | 1991  | Liban                      |
| 71  | Un soupçon de peur (ar)                   | Chay min al khawf                        | شيء من الخوف                      | Hussein Kamal                     | 1969  | Égypte                     |
| 72  | Vie ou Mort                               | Hayat ou maut                            | حياة أو موت                       | Kamal Al-Cheikh                   | 1955  | Égypte                     |
| 73  | Jour doux, jour amer (ar)                 | Yom mor, yom helw                        | يوم مر ويوم حلو                   | Khaïri Bechara                    | 1988  | Égypte                     |
| 74  | Sejnane                                   | Sajnān                                   | سجنان                             | Abdellatif Ben Ammar              | 1973  | Tunisie                    |
| 75  | Les Frontières (ar)                       | Al Hodoud                                | الحدود                            | Doreid Laham                      | 1984  | Syrie                      |
| 76  | La Plage des enfants perdus               | Chateh Al Atfal Ad-daine                 | شاطئ الأطفال الضائعين             | Jillali Ferhati (ar)              | 1991  | Maroc                      |
| 77  | Le Sel de la mer                          | Milh hadha al-bahr                       | ملح هذا البحر                     | Annemarie Jacir                   | 2008  | Palestine                  |
| 78  | Palabres sur le Nil                       | Thartharah fawk al Nil                   | ثرثرة فوق النيل                   | Hussein Kamal                     | 1971  | Égypte                     |
| 79  | El Yazerli                                | El Yazerli                               | اليازرلي                          | Kaïss Al Zoubeidi                 | 1974  | Syrie                      |
| 80  | La Sangsue                                | Chabâb imraah                            | شباب إمرأة                        | Salah Abou Seif                   | 1956  | Égypte                     |
| 81  | Le Chaos                                  | Heya fawda                               | هي فوضى..؟                        | Youssef Chahine et Khaled Youssef | 2007  | Égypte                     |
| 82  | La Citadelle                              | El kalaa                                 | القلعة                            | Mohamed Chouikh                   | 1989  | Algérie                    |
| 83  | Messages de la mer (ar)                   | Rassael el bahr                          | رسائل البحر                       | Daoud Abdel Sayed                 | 2010  | Égypte                     |
| 84  | L'Émigré                                  | Al Mohager                               | المهاجر                           | Youssef Chahine                   | 1994  | Égypte                     |
| 85  | Mascarades                                | Maskhara                                 | مسخرة                             | Lyes Salem                        | 2008  | Algérie                    |
| 86  | Beyrouth Fantôme                          | Ashbah Beyrouth                          | أشباح بيروت                       | Ghassan Salhab                    | 1998  | Liban                      |
| 87  | Amerrika                                  | Amerrika                                 | أمريكا                            | Cherien Dabis                     | 2009  | Koweït Émirats arabes unis |
| 88  | La Ruelle des fous (ar)                   | Darb al mahabil                          | درب المهابيل                      | Tawfiq Saleh                      | 1955  | Égypte                     |
| 89  | Occupe-toi de Zouzou (ar)                 | Khali balak min Zouzou                   | خلي بالك من زوزو                  | Hassan Al Imam                    | 1972  | Égypte                     |
| 90  | Pourquoi le violet ? (ar)                 | Leh ya banafsieg                         | ليه يا بنفسج                      | Redwan al-Kashif                  | 1993  | Égypte                     |
| 91  | Joueur de rues (ar)                       | El harrif                                | الحريف                            | Mohamed Khan                      | 1983  | Égypte                     |
| 92  | Hena maysara                              | Hena maysara                             | حين ميسرة                         | Khaled Youssef                    | 2007  | Égypte                     |
| 93  | En attendant le bonheur                   | Heremakono                               | هيريماكونو                        | Abderrahmane Sissako              | 2003  | Mauritanie                 |
| 94  | Al-khoroug lel-nahar (ar)                 | Al-khoroug lel-nahar                     | الخروج للنهار                     | Hala Lotfy                        | 2012  | Algérie                    |
| 95  | Microphone                                | Mikrofon                                 | ميكروفون                          | Ahmad Abdalla                     | 2010  | Égypte                     |
| 96  | Bab El-Oued City                          | bʾbalwd sytỳ                             | باب الواد سيتى                    | Merzak Allouache                  | 1994  | Algérie                    |
| 97  | Son of Babylon                            | Syn Babilonu                             | ابن بابل                          | Mohamed Al Daradji (ar)           | 2009  | Irak                       |
| 98  | Le Citoyen Masri                          | Al Muwaten Masry                         | المواطن مصري                      | Salah Abou Seif                   | 1991  | Égypte                     |
| 99  | Rasael Shafahiyyah (ar)                   | Rasael Shafahiyyah                       | رسائل شفهية                       | Abdellatif Abdelhamid (ar)        | 1991  | Syrie                      |
| 100 | Soleil des hyènes                         | šms ʾalḍb                                | شمس الضباع                        | Ridha Béhi                        | 1977  | Tunisie                    |